# 矢貫俊之
矢貫 俊之（やぬき としゆき、1983年12月15日 - ）は、福島県西白河郡西郷村出身の元プロ野球選手（投手）、コーチ。右投右打。

## 経歴

### プロ入り前
5歳の時に父親の仕事の都合でフィリピンに移住する。フィリピンのマニラ日本人学校に通いつつ、現地の日本人の子供と共に野球と触れ合うようになる。小学校3年時に日本に帰国。小田倉小学校4年の時に小田倉スポーツ少年団でソフトボールを始め、エースで4番と活躍。その後西郷第二中学校1年から、軟式野球部で野球を始める。
中学2年時に本格的に投手へ転向したが、卒業後に進学した仙台育英高校では、公式戦に登板する機会がなかった。在学中にチームは2001年春の第73回選抜高等学校野球大会で準優勝するなど通算4度の甲子園大会に出場したが、矢貫自身はいずれの大会にも出場メンバーに入れず、甲子園球場のアルプススタンドで太鼓を担当するなど応援団の一員だった。また、高校時代のチームメイトに中谷翼や菊池俊夫がいたが、自身は「12番手ぐらいの控え投手」だったという。
高校卒業後は、AO入試で常磐大学に進学。2年春からベンチ入りし、秋にリーグ戦初勝利。関甲新リーグ通算10勝11敗。同大学の3学年上に小野寺力、久保田智之が在籍していた。
大学卒業後は、2006年に三菱ふそうトラック・バスに入社。同社の硬式野球部で、先発・中継ぎ要員として、チームの2008年夏の都市対抗野球大会出場に貢献した。
2008年のプロ野球ドラフト会議で、北海道日本ハムファイターズから3巡目で指名。契約金5,500万円、年俸900万円（金額は推定）という条件で入団した。背番号は33。

### 日本ハム時代
2009年は一軍出場はなかったが、10月7日から11月23日までアメリカに野球留学し、フェニックス・デザートドッグスの一員としてアリゾナ秋季リーグに参加した。10試合に登板し13.2回を投げ、被安打10、四死球8、三振14、失点・自責点1、防御率0.66の成績を残し、同リーグ最優秀防御率に輝いた。
2010年6月29日の埼玉西武ライオンズ戦で先発投手を務め、6回途中まで投げ2失点に抑えてプロ初勝利を挙げた。同年8月16日に右肘関節内骨片除去手術を受けた。その後はリハビリに専念し、二軍でも登板はなかった。
2011年10月13日の福岡ソフトバンクホークス戦で先発投手を務め、5回途中まで投げ1失点に抑えたが、打線の援護が無く敗戦投手となっている。なお、一軍ではこの1試合のみで留まった。
2012年はリリーフとして22試合に登板、7月6日にプロ初ホールド、8月1日にはプロ初セーブを挙げた。
2013年は開幕戦である3月29日の西武戦で、負傷降板した武田勝の後を受け、4回途中から登板すると2イニングを1失点にまとめて1勝目を挙げた。その後は主にロングリリーフとして起用されたが、防御率1点台と安定した投球を見せていたため交流戦中から接戦でも起用されるようになった。更に監督推薦によりこの年のオールスターゲームの出場選手に選ばれ、第3戦では地元の福島（いわきグリーンスタジアム）での登板を果たした。夏場に入ると疲労の色を隠せず、8月と9月に2度登録抹消され、防御率も3点台まで下がるなど打ち込まれる場面が増えた。それでも最終的には自己最多の57試合に登板、13ホールドを記録した。
2014年は前年同様ロングリリーフとして起用され、4月10日の東北楽天ゴールデンイーグルス戦で3と2/3イニングを無失点に抑え勝利投手になった。しかしシーズン全体では安定感を欠いて、登録と抹消を繰り返し、登板数、防御率共に大きく数字を落とした。
2015年には、後述する読売ジャイアンツへの移籍が決まるまで、一軍公式戦9試合に登板。勝敗は付かず、防御率は3.60であった。

### 巨人時代
2015年6月10日に、矢野謙次・須永英輝との交換トレードで、北篤と共に巨人へ移籍。移籍後は、一軍公式戦3試合に登板したものの、防御率が13.50に達した。
2016年には、一軍公式戦8試合に登板。6月18日には、シーズン初の出場選手登録を経て登板した対千葉ロッテマリーンズ戦（東京ドーム）でストレートを投じた際に、自己最速の151km/hを計測した。一軍公式戦の通算防御率は2.61であったが、7月に登録を抹消。抹消後の8月にオーバーワークの影響で背中の疲労骨折に見舞われると、10月2日に球団から戦力外通告を受けた。12月2日付で、NPBから自由契約選手として公示。

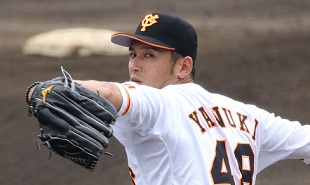
巨人時代

矢貫自身は、NPB他球団での現役続行を希望していたことから、2016年11月12日に12球団合同トライアウト（阪神甲子園球場）へ参加。シートバッティング形式で打者3人と対戦すると、ストレートで最速146km/hを記録するとともに、1奪三振1被安打という結果を残した。しかし、NPB他球団から獲得のオファーを受けるまでには至らず、同年12月に現役から引退することを決断した。

### 現役引退後
2017年以降も球団職員として巨人に所属。同年1月1日付で、営業企画部兼運営部の職員に転身する。2019年からは広報部に異動。
2020年8月1日付けでファームディレクター補佐に就任。
2021年5月24日、三軍投手コーチに就任した。背番号は107。2023年限りで退任、2024年からは再びファームディレクターとなる。

## 選手としての特徴
身長190cmという長身からのオーバースローで、平均球速約144km/h・最速151km/hの速球を投じたほか、スライダー、縦のカーブ、フォークボールを武器にしていた。

## 詳細情報

### 年度別投手成績
| 年 度     | 球 団     | 登 板 | 先 発 | 完 投 | 完 封 | 無 四 球 | 勝 利 | 敗 戦 | セ 丨 ブ | ホ 丨 ル ド | 勝 率 | 打 者 | 投 球 回 | 被 安 打 | 被 本 塁 打 | 与 四 球 | 敬 遠 | 与 死 球 | 奪 三 振 | 暴 投 | ボ 丨 ク | 失 点 | 自 責 点 | 防 御 率 | W H I P |
| --------- | --------- | ----- | ----- | ----- | ----- | -------- | ----- | ----- | -------- | ----------- | ----- | ----- | -------- | -------- | ----------- | -------- | ----- | -------- | -------- | ----- | -------- | ----- | -------- | -------- | ------- |
| 2010      | 日本ハム  | 6     | 6     | 0     | 0     | 0        | 1     | 2     | 0        | 0           | .333  | 130   | 29.0     | 33       | 6           | 13       | 0     | 1        | 22       | 2     | 0        | 16    | 14       | 4.34     | 1.59    |
| 2011      | 日本ハム  | 1     | 1     | 0     | 0     | 0        | 0     | 1     | 0        | 0           | .000  | 21    | 5.0      | 3        | 0           | 4        | 0     | 0        | 4        | 1     | 0        | 1     | 1        | 1.80     | 1.40    |
| 2012      | 日本ハム  | 22    | 0     | 0     | 0     | 0        | 1     | 0     | 1        | 1           | 1.000 | 144   | 33.1     | 34       | 4           | 15       | 0     | 0        | 23       | 2     | 0        | 12    | 12       | 3.24     | 1.47    |
| 2013      | 日本ハム  | 57    | 0     | 0     | 0     | 0        | 2     | 3     | 0        | 13          | .400  | 279   | 65.2     | 61       | 2           | 27       | 0     | 2        | 59       | 3     | 0        | 30    | 25       | 3.43     | 1.37    |
| 2014      | 日本ハム  | 15    | 0     | 0     | 0     | 0        | 2     | 2     | 0        | 1           | .500  | 118   | 27.0     | 27       | 1           | 10       | 0     | 2        | 18       | 1     | 1        | 15    | 15       | 5.00     | 1.37    |
| 2015      | 日本ハム  | 9     | 0     | 0     | 0     | 0        | 0     | 0     | 0        | 0           | .000  | 60    | 15       | 15       | 1           | 4        | 0     | 0        | 11       | 2     | 0        | 6     | 6        | 3.60     | 1.27    |
| 2015      | 巨人      | 3     | 0     | 0     | 0     | 0        | 0     | 0     | 0        | 0           | .000  | 8     | 1.1      | 3        | 0           | 1        | 0     | 0        | 2        | 0     | 0        | 2     | 2        | 13.50    | 2.73    |
| '15計     | 巨人      | 12    | 0     | 0     | 0     | 0        | 0     | 0     | 0        | 0           | .000  | 68    | 16.1     | 18       | 1           | 5        | 0     | 0        | 13       | 2     | 0        | 8     | 8        | 4.41     | 1.41    |
| 2016      | 巨人      | 8     | 0     | 0     | 0     | 0        | 0     | 0     | 0        | 0           | .000  | 42    | 10.1     | 10       | 0           | 5        | 0     | 0        | 11       | 1     | 0        | 3     | 3        | 2.67     | 1.45    |
| 通算：7年 | 通算：7年 | 121   | 7     | 0     | 0     | 0        | 6     | 8     | 1        | 15          | .429  | 802   | 186.2    | 186      | 14          | 79       | 0     | 5        | 150      | 12    | 1        | 85    | 78       | 3.76     | 1.42    |

### 記録
初記録
- 初登板・初先発登板：2010年6月10日、対東京ヤクルトスワローズ2回戦（札幌ドーム）、5回9被安打4失点で敗戦投手
- 初奪三振：同上、1回表に青木宣親から空振り三振
- 初勝利・初先発勝利：2010年6月29日、対埼玉西武ライオンズ10回戦（HARD OFF ECOスタジアム新潟）、5回1/3を2失点
- 初ホールド：2012年7月6日、対福岡ソフトバンクホークス10回戦（札幌ドーム）、6回表無死に2番手で救援登板、1回無失点
- 初セーブ：2012年8月1日、対千葉ロッテマリーンズ13回戦（QVCマリンフィールド）、10回裏に7番手で救援登板・完了、1回無失点

その他の記録
- オールスターゲーム出場：1回 （2013年）

### 背番号
- 33 （2009年 - 2015年途中）
- 48 （2015年途中 - 2016年）
- 107 （2021年5月24日 - 2023年）

### 登場曲
- 「Rising Sun」EXILE （2012年 - 2016年）